# Carlton Cole
Carlton Michael Cole Okirie (ur. 12 listopada 1983 w Surrey, Wielka Brytania) – mający korzenie afrykańskie (Nigeria i Sierra Leone) napastnik.
Carlton Cole jest wychowankiem Chelsea. Cole w barwach Chelsea zadebiutował 6 kwietnia 2002 w meczu przeciwko Evertonowi. Wtedy The Blues pokonało ekipę z Goodison Park 3-0, a Cole zmienił wtedy Jimmy’ego Floyda Hasselbainka. Na przełomie 2002/03, został wypożyczony do Wolverhampton Wanderers w którym spędził tylko 5 tygodni. Jednak zdołał zdobyć dla Wilków jedną bramkę. W tym sezonie powrócił do The Blues i zagrał w barwach niebieskich 13 meczów, strzelając 3 bramki. W sezonie 2003/04 znów został wypożyczony, tym razem do słabszej drużyny, niż londyńska Chelsea. Wtedy to rywalizację o tego młodzika wygrał Alan Curbishley. W całym sezonie zagrał 21 spotkań, strzelając 4 bramki. Jego rodowita drużyna, czyli Chelsea ciągle się rozwijała i Carlton znów musiał szukać nowego pracodawcy. Tym, sezon 2004/05 spędził w Aston Villi, w której zdobył 3 bramki w 27 meczach.
Cole powrócił na Stamford Bridge w lecie 2005 roku. Jednak za rywali miał takie znakomitości jak Crespo czy Drogba i rzadko grał w pierwszym składzie u Mourinho; Natomiast dobrze mu szło w młodzieżowej reprezentacji Anglii, w barwach których w 15 meczach zdobył 4 bramki.
Kiedy latem 2006 roku do zespołu Chelsea dołączyli Andrij Szewczenko i Salomon Kalou, Cole zdecydował się opuścić Stamford Bridge. Podpisał kontrakt z West Ham United, gdzie występował do 2013 roku. W 2015 roku podpisał kontrakt z Celtic F.C.